# Oekokprinses
De Oekokprinses of Altajprinses (volgens de Altaj: prinses Kadyn) is de benaming door lokale inwoners en Russische journalisten voor een mummie die in 1993 werd ontdekt door de Novosibirskse archeologe Natalia Polosmak in de koergan Ak-Alatsja-3 op het zeer afgelegen Oekokplateau. De ontdekking werd in Rusland gezien als een van de belangrijkste archeologische vondsten van het einde van de 20e eeuw.
De koergan werd al in de oudheid zonder succes bezocht door grafdieven. In de jaren 60 gebruikten grenswachten stenen uit de koergan voor de bouw van bunkers als onderdeel van hun grensverdedigingswerken, daar toen het gevaar van een oorlog met de Volksrepubliek China dreigde.

## Opgraving en resultaten
In 1993 vonden archeologische opgravingen plaats door Novosibirskse wetenschappers. Bij de opgravingen stuitte archeologe Natalia Polosmak op een tombe onder een andere later geplaatste tombe. De tombe was bedekt met een ijslens, waardoor de mummie goed bewaard was gebleven.
Uit onderzoek bleek dat de mummie stamt uit de tijd van de Pazyrykcultuur rond de 5e tot de 3e eeuw v.Chr. (vroege ijzertijd). Wetenschappelijke resultaten lijken erop te wijzen dat deze cultuur genetisch gezien (qua DNA) sterk overeenkomt met de Nenetsen en Selkoepen, die nu in het noorden van Siberië wonen en niet met de Mongoloïde Altaj die nu in het gebied wonen. De vrouw stierf op een leeftijd van ongeveer 25 jaar en behoorde tot de middenklasse van de Pazyrykse samenleving. Op haar lichaam werden enkele zeer goed bewaard gebleven tatoeages aangetroffen. Rond de vrouw werden enkele dagelijkse voorwerpen aangetroffen.

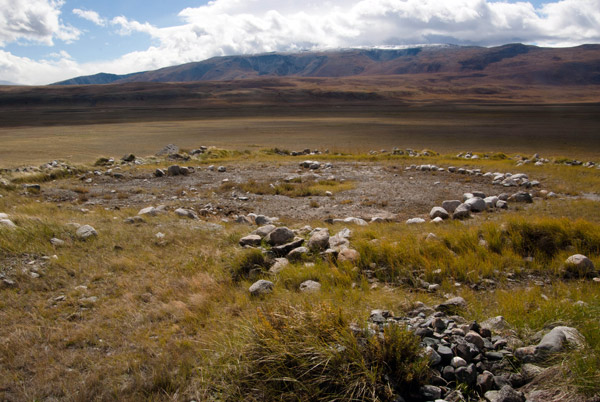
Resten van de koergan

## De Altaj en de "prinses"
Toen enkele Altajse inwoners erachter kwamen dat de mummie was opgegraven, begonnen ze te eisen dat verdere opgravingen zouden worden verboden en dat de mummie zou worden herbegraven. Zij erkenden de versie van de wetenschappers niet en claimden dat ze de begraafplaats van de mummie, die ze volgens hen "prinses Kadyn" noemden, altijd al hadden gekend en dat ze haar aanbaden als een van de stammoeders van de Altaj. Deze verklaringen konden echter niet worden aangetoond. Het regionale bestuur van de republiek was echter gevoelig voor de kritiek van de Altaj en stelde het Oekokplateau in als "rustgebied", waardoor verdere opgravingen nu verboden zijn.
Tot op de dag van vandaag wordt door de Altaj aangehangen dat de "prinses" hun stammoeder is en dat een aardbeving die in 2003 plaatsvond in de Altaj het gevolg was van het feit dat de geest van de prinses rust moet vinden door haar herbegrafenis. De mummie bevindt zich echter tot op heden in het Instituut voor Archeologie en Etnologie van de Russische Academie van Wetenschappen in Novosibirsk. De Altaj lieten een speciale zaal in een museum voor regionale geschiedenis bouwen met overheidsgeld dat eigenlijk voor de armeren was bedoeld. Verzoeken door bevolking en de regionale regering tot het overhevelen van de mummie naar Gorno-Altajsk hebben echter tot op heden geen resultaat gehad. Volgens de wetenschappers dient er haast te worden gemaakt met verdere opgravingen in verband met de opwarming van het klimaat en zou een herbegrafenis onzinnig zijn omdat de ijslens zich niet meer zal herstellen en de mummie daardoor zeer snel zou vergaan.